# Viorel Manole
Viorel Manole (ur. 31 maja 1956 w Braszowie) – rumuński siatkarz, medalista igrzysk olimpijskich.

## Życiorys
Manole był w składzie reprezentacji Rumunii podczas igrzysk olimpijskich 1980 w Moskwie. Jego reprezentacja zdobyła brązowy medal.